# Championnats du monde de cyclisme sur route 2014
Navigation
Florence 2013 Richmond 2015
Les championnats du monde de cyclisme sur route 2014 se sont déroulés  du 21 au 28 septembre 2014 à Ponferrada, en Espagne. La ville n'avait jamais accueilli les championnats du monde ; la dernière ville espagnole à les avoir accueillis est Madrid en 2005.
Les championnats du monde sont composées d'un total de douze compétitions, une course en ligne, un contre-la-montre par équipes de marques et un contre-la-montre individuel pour les hommes et les femmes élites, ainsi que d'une course en ligne et d'un contre-la-montre individuel pour les coureurs de moins de 23 ans (espoirs) et les juniors (17/18 ans). 
L'Espagne organise pour la septième fois les championnats du monde de cyclisme, après Lasarte (1965), Montjuïc (1973), Barcelone (1984), Benidorm (1992), San Sebastián (1997) et Madrid (2005). Contrairement aux mondiaux 2013 organisés en Italie, le nombre de spectateurs présents sur les routes de Ponferrada est resté plutôt médiocre et bien inférieur aux prévisions initiales de 350 000 spectateurs. L'événement a coûté douze millions de dollars dans une ville où le taux de chômage approche les 25%. 
L'Allemande Lisa Brennauer est l'athlète la plus titrée de ces championnats avec un total quasi parfait de deux médailles d'or (contre-la-montre par équipes et contre-la-montre individuel) et une médaille d'argent (course en ligne) en trois courses. L'Allemagne termine en tête du tableau des médailles avec trois médailles d'or et deux médailles d'argent. Cependant, avec huit médailles, c’est l'Australie qui compte le meilleur total.  
La course en ligne masculine est remportée par le Polonais Michał Kwiatkowski, devenant le premier champion du monde professionnel polonais de l'histoire du cyclisme sur route. Son compatriote Joachim Halupczok, champion du monde amateurs en 1989, était le dernier Polonais titré,. 
Ces championnats du monde sur route 2014 bénéficient d'une retransmission dans 158 pays à la télévision.

## Candidatures
L'UCI annonce le 4 avril 2011, que Ponferrada, une ville de 68 000 habitants, bénéficie du meilleur dossier de candidature à l'organisation de ces championnats. C'est la septième fois que l'Espagne est l'hôte des championnats du monde. Le dossier de candidature de Ponferrada obtient le meilleur score sur les critères sportifs et économiques. La candidature est confirmée le 15 novembre 2012. La ville espagnole était déjà candidate à l'organisation des championnats du monde de cyclisme sur route 2013. Les autres villes candidates étaient Hooglede-Gits en Belgique, Chihuahua au Mexique et le département de la Vendée en France.

## Préparations
Le plan original était d'avoir deux arrivées différentes, l'une pour les courses en ligne et l'une en côte pour le contre-la-montre. L'idée a ensuite été écartée car elle n'était pas possible d'un point de vue logistique et financière.
Les bénévoles effectueront une variété de tâches avant et pendant les championnats. 1000 bénévoles sont espérés. Lorsque le recrutement a commencé en avril 2014, 200 demandes ont été reçues le premier jour.
La société italienne Erreà est chargée de développer et de s'occuper du marchandisage de la compétition, à partir duquel un pourcentage des ventes sera affecté au financement de l'événement.
| - Mapei | - Tissot | - Shimano |

| - Santini SMS | - Tacx |  |

| - Gadis - Nautalia - Ponferradi - Castilla y León est Vida | - Ministerio de Hacienda - Ponferrada Ayuntamiento - RFEC - Diputación de León | - Consejo Superior de Deportes - Junta de Castilla y León |

Le 11 juillet, l'hymne officiel des championnats est dévoilé. Il est intitulé Son-g Ponferrada 2014 et il est composé par le groupe Rapacestas.

## Coûts
Le conseil de la ville de Ponferrada estime qu'à la fin du mois d'avril 2014 12,42 millions d'euros ont été dépensés pour l'organisation des championnats, un montant qui pourrait atteindre 14 millions d'euros fin de septembre. Environ 4,8 millions sont financés par les sponsors, le marchandisage et plusieurs autres millions viendront d'autres contrats. L'organisation des championnats dispose d'un budget global de 11 millions d'euros. Ils doivent payer 5 millions d'euros à l'UCI pour pouvoir organiser ces championnats et six millions d'euros sont utilisés pour l'organisation et la logistique. Le Conseil provincial de León a investi 323 181 euros pour la mise à niveau de Ponferrada et rendre la ville prête pour ces championnats.

## Programme
Toutes les courses débutent et se finissent à Ponferrada. Les horaires sont basés sur le Central European Time (UTC+1).
| 21 septembre                | 10 h 00         | 11 h 25         | Contre-la-montre par équipes UCI femmes | 36,15 km        | 36,15 km |       |       |       |       |
| 21 septembre                | 14 h 00         | 17 h 05         | Contre-la-montre par équipes UCI hommes | 57,10 km        | 57,10 km |       |       |       |       |
| Contre-la-montre individuel |                 |                 |                                         |                 |          |       |       |       |       |
| 22 septembre                | 10 h 00         | 11 h 30         | Contre-la-montre juniors femmes         | 13,90 km        | 13,90 km |       |       |       |       |
| 22 septembre                | 14 h 00         | 16 h 35         | Contre-la-montre moins de 23 ans hommes | 36,15 km        | 36,15 km |       |       |       |       |
| 23 septembre                | 10 h 00         | 12 h 40         | Contre-la-montre juniors hommes         | 29,50 km        | 29,50 km |       |       |       |       |
| 23 septembre                | 14 h 00         | 16 h 45         | Contre-la-montre femmes                 | 29,50 km        | 29,50 km |       |       |       |       |
| 24 septembre                | 13 h 30         | 17 h 00         | Contre-la-montre hommes                 | 47,10 km        | 47,10 km |       |       |       |       |
| Course en ligne             | Course en ligne | Course en ligne | Course en ligne                         | Course en ligne | Tours    | Tours | Tours | Tours | Tours |
| 26 septembre                | 09 h 00         | 11 h 10         | Junior femmes                           | 72,80 km        | 4        |       |       |       |       |
| 26 septembre                | 13 h 00         | 17 h 40         | Moins de 23 ans hommes                  | 182,00 km       | 10       |       |       |       |       |
| 27 septembre                | 09 h 00         | 12 h 15         | Junior hommes                           | 127,40 km       | 7        |       |       |       |       |
| 27 septembre                | 14 h 00         | 17 h 20         | Élite femmes                            | 127,40 km       | 7        |       |       |       |       |
| 28 septembre                | 10 h 00         | 16 h 35         | Élite hommes                            | 254,80 km       | 14       |       |       |       |       |

Source

## Parcours

### Contre-la-montre par équipes de marques
Le parcours du contre-la-montre par équipes UCI féminin est tracé sur 36,15 km contre 57,10 km pour les hommes. Le contre-la-montre par équipes débute dans le centre de Ponferrada et passe par La Martina, Posada del Bierzo, Carracedelo et Cacabelos pour revenir sur Ponferrada. L'inclinaison totale de l'épreuve féminine est de 198 mètres. À quelques kilomètres de l'arrivée, on retrouve une montée avec un dénivelé de plus de 100 mètres et une inclinaison maximale de 7 %. Les hommes font face à quelques petites montées supplémentaires pour atteindre un total de 386 mètres de dénivelé avec une pente maximale de 10 %.

### Contre-la-montre individuel
Le plan initial était d'avoir un contre-la-montre qui se terminait en montée, une idée inédite. Cette idée est par la suite écartée, car elle nécessite d'avoir deux arrivées, ce qui n'est pas possible d'un point de vue aussi bien logistique que financier.
La longueur des contre-la-montre individuels varie entre 13,9 km pour les femmes juniors et 47,10 kilomètres pour les hommes élites. Toutes les épreuves commencent et se terminent à Ponferrada et passent par La Martina, Posada del Bierzo et Carracedelo. Un court tronçon avant d'arriver dans Ponferrada est construit pour ces championnats. Excepté pour l'épreuve masculine élite, les parcours sont assez plats, jusqu'à la montée raide située à quelques kilomètres de l'arrivée avec un dénivelé de plus de 100 mètres et une inclinaison maximale de 7 % quelques kilomètres avant la ligne d'arrivée.
Le dénivelé total sur le parcours de l'épreuve masculine élite est de 458 mètres avec quelques collines dans les 15 derniers kilomètres pour une inclinaison maximale de 10 %. Le parcours commence par une section plate de 30 kilomètres à travers la vallée du Bierzo. Puis, il monte légèrement. En un peu moins de 10 kilomètres, les coureurs passent d'une altitude de 550 mètres à 700 mètres. L'ascension chevauche en partie le parcours de la course sur route masculine, y compris la descente avec des passages à 16 %. Après 40 kilomètres il y a une autre montée. En quelques kilomètres, les coureurs vont atteindre le point culminant de la route, situé à 709 mètres après 43 kilomètres de course. Le reste du parcours est en descente.

### Course en ligne
Les courses sur route de toutes les catégories sont sur le même circuit. Le circuit est long de 18,2 kilomètres, et comprend deux ascensions. Les coureurs montent au total 306 mètres par tour et l'inclinaison maximale est de 11 %.
Les quatre premiers kilomètres sont plats, après quoi commence la montée vers l'Alto de Montearenas, avec une pente moyenne de 8 %. Après quelques centaines de mètres le reste de l'ascension est beaucoup plus plat et les 5,1 kilomètres restants sont en moyenne de 3,5 %. Vient ensuite la descente, avec au plus fort une pente de 16 %. L'Alto de Compostilla est une courte montée de 1,1 kilomètre. La pente moyenne est de 6,5 % et certaines des parties les plus raides atteignent 11 %. La distance restante de 4,5 kilomètres est presque complètement en descente.

## Podiums

### Épreuves masculines
| Épreuves                             | Or                                                                                      | Or | Or                | Argent                                                                              | Argent | Argent  | Bronze                                                                              | Bronze | Bronze  |
| ------------------------------------ | --------------------------------------------------------------------------------------- | -- | ----------------- | ----------------------------------------------------------------------------------- | ------ | ------- | ----------------------------------------------------------------------------------- | ------ | ------- |
| Élites                               |                                                                                         |    |                   |                                                                                     |        |         |                                                                                     |        |         |
| Course en ligne Résultats détaillés  | Michał Kwiatkowski                                                                      | en | 6 h 29 min 7 s    | Simon Gerrans                                                                       | +      | 1 s     | Alejandro Valverde                                                                  | +      | 1 s     |
| Contre-la-montre Résultats détaillés | Bradley Wiggins                                                                         | en | 56 min 25 s 52    | Tony Martin                                                                         | +      | 26 s 23 | Tom Dumoulin                                                                        | +      | 40 s 64 |
| Par équipes UCI                      |                                                                                         |    |                   |                                                                                     |        |         |                                                                                     |        |         |
| Contre-la-montre Résultats détaillés | BMC Racing                                                                              | en | 1 h 3 min 29 s 85 | Orica-GreenEDGE                                                                     | +      | 31 s 84 | Omega Pharma-Quick Step                                                             | +      | 35 s 22 |
| Contre-la-montre Résultats détaillés | Rohan Dennis Silvan Dillier Daniel Oss Manuel Quinziato Tejay van Garderen Peter Velits | en | 1 h 3 min 29 s 85 | Luke Durbridge Michael Hepburn Damien Howson Brett Lancaster Jens Mouris Svein Tuft | +      | 31 s 84 | Tom Boonen Michał Kwiatkowski Tony Martin Pieter Serry Niki Terpstra Julien Vermote | +      | 35 s 22 |
| Moins de 23 ans                      |                                                                                         |    |                   |                                                                                     |        |         |                                                                                     |        |         |
| Course en ligne Résultats détaillés  | Sven Erik Bystrøm                                                                       | en | 4 h 32 min 39 s   | Caleb Ewan                                                                          | +      | 7 s     | Kristoffer Skjerping                                                                | +      | 7 s     |
| Contre-la-montre Résultats détaillés | Campbell Flakemore                                                                      | en | 43 min 49 s 94    | Ryan Mullen                                                                         | +      | 0 s 48  | Stefan Küng                                                                         | +      | 9 s 22  |
| Juniors                              |                                                                                         |    |                   |                                                                                     |        |         |                                                                                     |        |         |
| Course en ligne Résultats détaillés  | Jonas Bokeloh                                                                           | en | 3 h 0 min 7 s     | Alexandr Kulikovskiy                                                                | +      | 0 s     | Peter Lenderink                                                                     | +      | 0 s     |
| Contre-la-montre Résultats détaillés | Lennard Kämna                                                                           | en | 36 min 13 s 49    | Adrien Costa                                                                        | +      | 44 s 66 | Michael Storer                                                                      | +      | 58 s 11 |

### Épreuves féminines
| Épreuves                             | Or                                                                                      | Or | Or              | Argent                                                                                             | Argent | Argent        | Bronze                                                                                          | Bronze | Bronze        |
| ------------------------------------ | --------------------------------------------------------------------------------------- | -- | --------------- | -------------------------------------------------------------------------------------------------- | ------ | ------------- | ----------------------------------------------------------------------------------------------- | ------ | ------------- |
| Élites                               |                                                                                         |    |                 | |        |               |                                                                                                 |        |               |
| Course en ligne Résultats détaillés  | Pauline Ferrand-Prévot                                                                  | en | 3 h 29 min 22 s | Lisa Brennauer                                                                                     | +      | 0 s           | Emma Johansson                                                                                  | +      | 0 s           |
| Contre-la-montre Résultats détaillés | Lisa Brennauer                                                                          | en | 38 min 48 s 16  | Hanna Solovey                                                                                      | +      | 18 s 68       | Evelyn Stevens                                                                                  | +      | 21 s 25       |
| Par équipes UCI                      |                                                                                         |    |                 | |        |               |                                                                                                 |        |               |
| Contre-la-montre Résultats détaillés | Specialized-Lululemon                                                                   | en | 43 min 33 s 35  | Orica-AIS                                                                                          | +      | 1 min 17 s 56 | Astana BePink Womens                                                                            | +      | 2 min 19 s 64 |
| Contre-la-montre Résultats détaillés | Chantal Blaak Lisa Brennauer Karol-Ann Canuel Carmen Small Evelyn Stevens Trixi Worrack | en | 43 min 33 s 35  | Annette Edmondson Melissa Hoskins Emma Johansson Jessie Maclean Valentina Scandolara Amanda Spratt | +      | 1 min 17 s 56 | Alena Amialiusik Simona Frapporti Doris Schweizer Alison Tetrick Silvia Valsecchi Susanna Zorzi | +      | 2 min 19 s 64 |
| Juniors                              |                                                                                         |    |                 | |        |               |                                                                                                 |        |               |
| Course en ligne Résultats détaillés  | Amalie Dideriksen                                                                       | en | 2 h 2 min 59 s  | Sofia Bertizzolo                                                                                   | +      | 0 s           | Agnieszka Skalniak                                                                              | +      | 0 s           |
| Contre-la-montre Résultats détaillés | Macey Stewart                                                                           | en | 20 min 8 s 39   | Pernille Mathiesen                                                                                 | +      | 10 s 79       | Anna-Leeza Hull                                                                                 | +      | 13 s 31       |

### Prix
L'UCI attribue des primes lors des différentes épreuves.
|                                  | Rang  | Hommes élites | Femmes élites | Hommes U23 | Hommes juniors | Femmes juniors | Total     |
| -------------------------------- | ----- | ------------- | ------------- | ---------- | -------------- | -------------- | --------- |
| Courses en ligne                 | 1     | 7 667 €       | 7 667 €       | 3 833 €    | 1 533 €        | 1 533 €        | 22 233 €  |
| Courses en ligne                 | 2     | 5 367 €       | 5 367 €       | 2 683 €    | 1 150 €        | 1 150 €        | 15 717 €  |
| Courses en ligne                 | 3     | 3 067 €       | 3 067 €       | 1 533 €    | 767 €          | 767 €          | 9 201 €   |
| Courses en ligne                 | Total | 16 101 €      | 16 101 €      | 8 049 €    | 3 450 €        | 3 450 €        | 47 151 €  |
| Contre-la-montre                 | 1     | 3 833 €       | 3 833 €       | 3 067 €    | 767 €          | 767 €          | 12 267 €  |
| Contre-la-montre                 | 2     | 2 300 €       | 2 300 €       | 1 533 €    | 383 €          | 383 €          | 6 899 €   |
| Contre-la-montre                 | 3     | 1 633 €       | 1 633 €       | 767 €      | 230 €          | 230 €          | 4 493 €   |
| Contre-la-montre                 | Total | 7 766 €       | 7 766 €       | 5 367 €    | 1 380 €        | 1 380 €        | 23 659 €  |
| Contre-la-montre par équipes UCI | 1     | 33 333 €      | 10 666 €      | -          | -              | -              | 43 999 €  |
| Contre-la-montre par équipes UCI | 2     | 20 833 €      | 6 666 €       | -          | -              | -              | 27 499 €  |
| Contre-la-montre par équipes UCI | 3     | 16 666 €      | 4 166 €       | -          | -              | -              | 20 832 €  |
| Contre-la-montre par équipes UCI | 4     | 8 333 €       | 2 500 €       | -          | -              | -              | 10 833 €  |
| Contre-la-montre par équipes UCI | 5     | 4 166 €       | 1 666 €       | -          | -              | -              | 5 832 €   |
| Contre-la-montre par équipes UCI | Total | 83 331 €      | 25 664 €      | -          | -              | -              | 108 995 € |
| Total                            | Total | 107 198 €     | 49 531 €      | 13 416 €   | 4 830 €        | 4 830 €        | 179 805 € |

## Tableau des médailles
| Rang  | Nation      | Or | Argent | Bronze | Total |
| ----- | ----------- | -- | ------ | ------ | ----- |
| 1     | Allemagne   | 3  | 2      | 0      | 5     |
| 2     | Australie   | 2  | 2      | 2      | 6     |
| 3     | Danemark    | 1  | 1      | 0      | 2     |
| 4     | Norvège     | 1  | 0      | 1      | 2     |
| 4     | Pologne     | 1  | 0      | 1      | 2     |
| 6     | France      | 1  | 0      | 0      | 1     |
| 6     | Royaume-Uni | 1  | 0      | 0      | 1     |
| 8     | États-Unis  | 0  | 1      | 1      | 2     |
| 9     | Italie      | 0  | 1      | 0      | 1     |
| 9     | Irlande     | 0  | 1      | 0      | 1     |
| 9     | Ukraine     | 0  | 1      | 0      | 1     |
| 9     | Russie      | 0  | 1      | 0      | 1     |
| 13    | Pays-Bas    | 0  | 0      | 2      | 2     |
| 14    | Espagne     | 0  | 0      | 1      | 1     |
| 14    | Suède       | 0  | 0      | 1      | 1     |
| 14    | Suisse      | 0  | 0      | 1      | 1     |
| Total | Total       | 10 | 10     | 10     | 30    |

Note : Les médailles des épreuves de contre-la-montre par équipes de marques, récompensant au sein de chaque équipe des coureurs et coureuses de différentes nationalités, ne sont pas comptabilisées dans ce tableau

## Diffusion
- Afrique (francophone) : BeIN Sports
- Amérique du Sud : Direct TV
- Andorre : BeIN Sports
- Australie : SBS Australia
- Autriche : ORF
- Belgique : RTBF, VRT
- Bosnie : Sport Klub
- Brésil : Globosat
- Canada : RDS, Rogers Sportsnet
- Croatie : Sport Klub
- République tchèque : Czech TV
- Danemark : Viasat
- Espagne : TVE
- Estonie : Viasat
- États-Unis : Universal Sports
- Finlande : Viasat
- France : France TV, BeIN Sports
- Hongrie : Sport 1
- Inde : Sony India
- Israël : Charlton
- Italie : Rai
- Japon : NHK
- Lettonie : Viasat
- Lituanie : Viasat
- Macédoine : Sport Klub
- Malaisie : Astro
- Mexique : SKY México
- Moyen-Orient : : Al Jazeera
- Monaco : BeIN Sports
- Monténégro : Sport Klub
- Pays-Bas : NOS
- Nouvelle-Zélande : Sky New-Zealand
- Norvège : Viasat
- Pologne : Polsat
- Roumanie : Pro TV
- Royaume-Uni : BBC Television
- Serbie : Sport Klub
- Slovaquie : Slovak TV
- Slovénie : Sport Klub
- Suède : Viasat
- Suisse : SRG SSR
- Dans le monde entier : SNTV, Perform

Source